# Viloíde
Viloíde (llamada oficialmente San Cristovo de Viloíde) es una parroquia y una aldea española del municipio de Monterroso, en la provincia de Lugo, Galicia.

## Otras denominaciones
La parroquia también es conocida por el nombre de San Cristobo de Viloíde.

## Organización territorial
La parroquia está formada por tres entidades de población:
- Ansar
- Curuxás
- Viloíde

## Demografía

### Parroquia
| Gráfica de evolución demográfica de Viloíde (parroquia) entre 2000 y 2020 |
|                                                                           |
| Datos según el nomenclátor publicado por el INE.                          |

### Aldea
| Gráfica de evolución demográfica de Viloíde (aldea) entre 2000 y 2020 |
|                                                                       |
| Datos según el nomenclátor publicado por el INE.                      |